# Франклин, Мисси
Мелисса Джанетт (Мисси) Франклин (англ. Melissa Jeanette "Missy" Franklin; род. 10 мая 1995, Пасадина, Калифорния) — американская пловчиха, пятикратная олимпийская чемпионка, 11-кратная чемпионка мира. Экс-рекордсменка мира на дистанции 200 метров на спине. Специализировалась в плавании на спине и вольным стилем.
В декабре 2010 года в Дубае в возрасте 15 лет Мисси выиграла две серебряные медали на чемпионате мира в 25-метровом бассейне.
В июле 2011 года 16-летняя Мисси выиграла пять медалей, в том числе три золота, на чемпионате мира в Шанхае. На дистанции 200 метров на спине Франклин устанавливала новые рекорды Америки и в полуфинале (2.05,90), и в победном финале (2.05,10). В эстафете 4 по 200 метров вольным стилем Мисси плыла на первом этапе и в предварительном заплыве, и в финале, где сборная США более секунды выиграла у австралиек. В комбинированной эстафете 4 по 100 метров Франклин плыла только в финале на последнем этапе вольным стилем, когда американки выиграли золото с новым рекордом Америки (3.52,26). В эстафете 4 по 100 метров вольным стилем Мисси выступала на втором этапе и в предварительном заплыве, и в финале, в котором американки остались вторыми, уступив 0,51 сек сборной Нидерландов. Ещё одну награду Мисси выиграла на дистанции 50 метров на спине, уступив россиянке Анастасии Зуевой и японке Ае Тэракаве.
На Олимпийских играх 2012 года в Лондоне Мисси стала одной из главных героинь, выиграв 5 медалей, включая 4 золота. Франклин стала первой на обеих дистанциях на спине — 100 и 200 метров, а также выступала в победном составе сборной США в комбинированной эстафете 4 по 100 метров и в эстафете 4 по 200 метров вольным стилем. В эстафете 4 по 100 метров вольным стилем американки при участии Мисси выиграли бронзу. На дистанции 100 метров на спине в финале Франклин установила рекорд Америки (58,33), а на дистанции 200 метров на спине победила с новым мировым рекордом (2.04,06). Выступала Франклин в Лондоне и на дистанциях 100 и 200 метров вольным стильным: на первой из них она стала пятой (0,20 сек до третьего места), а на 200-метровке — четвёртой (лишь 0,01 сек отставания от третьего места).
На чемпионате мира 2013 года в Барселоне завоевала рекордные для женского плавания 6 золотых медалей. Мисси победила на дистанциях 100 и 200 метров на спине, 200 метров вольным стилем, а также в составе трёх эстафет.
На чемпионате мира 2015 года в Казани Мисси завоевала пять наград, в том числе два золота в эстафетах. На личных дистанциях Франклин ограничилась серебром на 200-метровке на спине (золото выиграла австралийка Эмили Сибом) и бронзой на 200-метровке вольным стилем.
На Олимпийских играх 2016 года в Рио-де-Жанейро Франклин выиграла золото в эстафете 4×200 метров вольным стилем (Мисси плыла только на предварительном этапе).
Рост — 185 см, размер ноги — 46.
В декабре 2018 года объявила о завершении спортивной карьеры.
22 сентября 2018 года обручилась со своим парнем Хэйсом Джонсоном. 14 сентября 2019 года пара поженилась. У супругов есть дочь — Сара Кэйтлин Джонсон (род. 11 августа 2021).

## Избранная фильмография
| Год  |   | Русское название | Оригинальное название | Роль              |
| ---- | - | ---------------- | --------------------- | ----------------- |
| 2013 | с | Милые обманщицы  | Pretty Little Liars   | в роли самой себя |